# John Dowdy
John Vernard Dowdy, född 11 februari 1912 i Waco i Texas, död 12 april 1995 i Athens i Texas, var en amerikansk politiker (demokrat). Han var ledamot av USA:s representanthus 1952–1973. Dowdy fyllnadsvaldes till representanthuset 1952 efter att Tom Pickett avgick som kongressledamot.
Dowdy ställde inte upp i kongressvalet 1972 och han efterträddes 1973 som kongressledamot av Charles Nesbitt Wilson.
Redan när Dowdy omvaldes i kongressvalet 1970 stod han åtalad för mutbrott och sammansvärjning. Åtalet gällde en muta på 25 000 dollar från en byggfirma i Silver Spring i Maryland år 1965. Dowdys jurister försökte försena rättegången och åberopade deras klients immunitet som kongressledamot. Slutligen fick Dowdy avtjäna sex månader i fängelse år 1974 för mened.